# Öner Kılıç
Öner Kılıç (* 15. Mai 1954 in Kars) ist ein ehemaliger türkischer Fußballspieler und -trainer. Durch seine langjährige Tätigkeit für Galatasaray Istanbul wird er stark mit diesem Verein assoziiert. Auf Fan- und Vereinsseiten wird er als einer der legendären Spieler der Klubgeschichte aufgefasst. Zu seiner aktiven Zeit als Fußballspieler war er unter dem Spitznamen Arap bzw. Arap Öner (dt.: Öner der Araber) bekannt, einer üblichen türkischen Bezeichnung für dunkelhäutige Menschen.

## Spielerkarriere

### Yenimahalle SK und MKE Kırıkkalespor
Kılıç begann mit dem Vereinsfußball in der Nachwuchsabteilung von Yenimahalle SK, einem Verein der türkischen Hauptstadt Ankara. 1968 wurde er hier in die Profimannschaft aufgenommen. Bereits nach einem Jahr nahm Kılıç mit seinem Team an der 3. Futbol Ligi teil, der damals dritthöchsten türkischen Spielklasse. Für diesen Klub spielte er bis zum Sommer 1972 und wechselte anschließend zum Region- und Ligarivalen MKE Kırıkkalespor. Mit diesem Klub schaffte es Kılıç die Türkiye 3. Futbol Ligi 1973/74 als Meister zu beenden und in die 2. Futbol Ligi, der damals zweithöchsten türkischen Spielklasse, aufzusteigen.
Nach seiner ersten Zweitligasaison versuchten mehrere Erstligavereine Kılıç zu verpflichten. Galatasaray Istanbul reagierte am schnellsten, entführte im Sommer 1975 Kılıç und versuchte einer Verpflichtung durch andere Vereine zuvorzukommen. Anschließend verhandelte der Teammanager von Galatasaray Istanbul mit einigen Vereinsfunktionären für die Verpflichtung von Kılıç. Nachdem keine Einigung zustande gekommen war, kehrte Kılıç zu Kırıkkalespor zurück und spielte eine weitere Saison für diesen Verein.

### Galatasaray Istanbul
Im Sommer 1976 bemühten sich erneut mehrere Vereine um eine Verpflichtung Kılıç'. Obwohl ihm deutlich bessere Angebote vorlagen, akzeptierte er den deutlich niedrigen Gehaltsangebot von Galatasaray und wechselte schließlich zu diesem Klub. Galatasaray ging in den letzten drei Meisterschaften leer aus und gewann davor als erste Mannschaft drei Mal in Folge die Türkische Meisterschaft. Nach diesen für die Vereinsführung enttäuschenden letzten drei Spielzeiten entschied man, eine Revision im Kader durchzuführen und trennte sich von einigen gestandenen Spielern, u. a. vom Stürmerstar Metin Kurt. Kılıç ersetzte den abgewanderten Rechtsaußen Kurt und kam zum Saisonende auf insgesamt 24 Ligaeinsätze. Sein Verein beendete die erste Saison nach der Revision, die Saison 1976/77, erneut enttäuschend auf dem 5. Tabellenplatz. In die neue Saison startete der Verein mit dem Gewinn des vorsaisonal gespielten TSYD-Istanbul-Pokals. In dieser Saison bildete Kılıç Gökmen Özdenak und Tacettin Ergürsel den Sturmtrio seiner Mannschaft. Sein Verein bewahrte sich aber bis in die letzten Spieltage die Chance auf die Möglichkeit der Meisterschaft, verpasste aber dann doch den Anschluss an die Tabellenspitze und beendete die Tabelle als Dritter. Kılıç wurde mit fünf Ligatoren hinter Özdenak der erfolgreichste Torschütze seines Vereins und stieg zum Nationalspieler auf.
Nachdem bei dem erfolgsverwöhnten Verein auch in der Saison 1978/79 die türkische Meisterschaft verfehlt worden war, verpflichtete der Klub im Sommer 1978 den neuen Trainer Coşkun Özarı. Dieser wurde damit beauftragt eine Revision im Kader durchzuführen. Als Folge dieser Revision wurde auch Spieler wie Mehmet Özgül verkauft. Dadurch tat sich Kılıç, der neben der Position des Rechtsaußen auf nahezu allen Rechtsposition eingesetzt werden konnte, als Führungsspieler hervor. Die Revision zeigte Wirkung und so lieferte sich Galatasaray bis zum Saisonende mit Trabzonspor ein Kopf-an-Kopf-Rennen um die türkische Meisterschaft. Am letzten Spieltag wurde die Meisterschaft trotz des besten Torverhältnisses mit einem Punkt Unterschied an Trabzonspor vergeben. Kılıç steigerte in dieser Saison seine Vorjahresleistung und war mit 7 Ligatoren erneut hinter Özdenak der erfolgreichste Torschütze seines Vereins. In die nächste Saison, in die Saison 1979/80, startete Galatasaray wieder mit Özarı. Unter diesem Trainer behielt Kılıç auch am Anfang dieser Saison seinen Stammplatz. In dieser Saison erlebte Kılıç mit seiner Mannschaft eine sehr unruhige Zeit. Nachdem Özarı aus den ersten fünf Spieltagen nur zwei Unentschieden und drei Niederlagen erreicht hatte, wurde er durch Turgay Şeren ersetzt. Auch unter diesem neuen Trainer blieb Kılıç gesetzt. Sein Verein konnte aber auch unter der Führung des neuen Trainers die erhoffte Wende nicht erreichen. Nach diesen Entwicklungen trat Şeren drei Tage vor Saisonende zurück und wurde durch Tamer Kaptan ersetzt. Unter Kaptans Führung sicherte sich Kılıç' Team erst durch einen 3:0-Sieg am letzten Spieltag gegen Çaykur Rizespor den Klassenerhalt. Kılıç verletzte sich in der Begegnung von 27. Spieltag gegen den Erzrivalen Fenerbahçe Istanbul derart, dass er die letzten wichtigen Spiele gegen den Abstieg nicht seiner Mannschaft zur Verfügung stehen konnte.
Nach dieser schwierigen Saison stellte Galatasaray für die Spielzeit 1980/81 mit Brian Birch jenen Trainer ein, mit dem man in der ersten Hälfte der 1970er drei Mal in Folge die Türkische Meisterschaft gewinnen konnte. Mit diesem Trainer begann Kılıç' Team wieder um die türkische Meisterschaft mitzuspielen. Er selbst wurde von Birch in der Hinrunde dieser Saison nahezu durchgängig eingesetzt. In der Winterpause wurde er dann seitens Tamer Kaptans, der nun als Co-Trainer arbeitete, und seitens Birch weder in den Mannschaftsplanungen berücksichtigt noch am Training beteiligt. Erst im März kehrte er wieder in den Kader zurück und absolvierte bis zum Saisonende drei Ligaspiele. Sein Verein beendete die Saison als Tabellendritter und belegte damit unter den schwächelnden Istanbuler Mannschaft die beste Platzierung. Am Anfang der Saison erlebte Kılıç mit Birch mehrere Kontroversen. Daraufhin suspendierte Birch ihn zusammen mit Metin Yıldız aus dem Mannschaftskader und beantragte die Abgabe dieser Spieler. Etwa eine Woche später nahm Birch Kılıç wieder in den Kader auf und wechselte ihn in zwei Ligaspielen ein. Anschließend suspendierte Birch ihn Ende September erneut aus dem Kader. Kılıç, der nach eigenen Aussagen diese ständige Suspendierung leid sei, bat den Klub um seinen Verkauf. Nach diesen Entwicklungen bemühten sich mehrere Verein darum, Kılıç entweder auszuleihen oder samt Ablösesumme zu verpflichten.
Im Oktober 1981 wurde er gegen eine Summe von 1,5 Millionen Türkische Lira an den Zweitligisten Mersin İdman Yurdu ausgeliehen. Bei diesem Verein etablierte er sich auf Anhieb als Stammspieler. Mit seiner Mannschaft beendete er die Saison als Meister der 1. Futbol Ligi und stieg in die 1. Lig auf. Anschließend kehrte er zur neuen Saison zu Galatasaray zurück. Hier wurde in der Zwischenzeit Birch durch Özkan Sümer ersetzt. Auch von diesem Trainer wurde Kılıç mit einigen anderen Teamkollegen aus dem Kader suspendiert. Nach wenigen Wochen wurde die Suspendierung aufgehoben. Bis zum Saisonende absolvierte Kılıç 17 Ligaspiele für seine Mannschaft und erzielte dabei zwei Tore. In der kommenden Saison festigte er wieder seine Stellung innerhalb der Mannschaft und kam in 32 Pflichtspielen zum Einsatz.
Für die Saison 1983/84 verpflichtete Galatasaray Jupp Derwall als Chefcoach. Dieser Trainer durchzog am Saisonanfang eine Revision im Mannschaftskader, sortierte einige gestandene Spieler aus und setzte sie auf die Liste der Spieler die verkauft oder ausgeliehen werden sollten. Unter den aussortierten Spielern befand sich auch Kılıç, der diese Saison als Leihspieler beim Ligarivalen Denizlispor verbrachte. Die nächste Saison kehrte er wieder zu Galatasaray zurück, blieb erst im Mannschaftskader und kam in sieben Ligaspielen zum Einsatz. Im November 1985 wurde er an den Ligakonkurrenten Kayserispor ausgeliehen und verbrachte den Rest der Saison bei diesem Klub. Die 1. Lig 1986/87 wurde er bei Galatasaray im Kader behalten, spielte aber bei den Kaderplanungen von Derwall keine Rolle. Lediglich in der Ligapartie vom 4. April 1987 wurde er in der 65. Minute eingewechselt und machte damit das letzte Pflichtspiel seiner Karriere. Sein Verein gewann in dieser Saison nach 14 Jahren wieder die Türkische Meisterschaft. Nach Saisonablauf beendete Kılıç schließlich seine Karriere. Galatasaray verwehrte ihm dabei die Bitte für einen Abschiedsspiel, teilte ihm aber mit, im Falle eines Wechsels, ihn ohne Ablösesumme ziehen zu lassen.

### Nationalmannschaft
Kılıç begann seine Länderspielkarriere mit einem Einsatz für die Türkische U-21-Nationalmannschaft. Nach einem weiteren Spiel für die U-21, wurde er vom türkischen Nationaltrainer Metin Türel in den Kader der türkischen Nationalmannschaft nominiert. Im Testspiel gegen die Fußballnationalmannschaft der DDR gab er dann sein Länderspieldebüt. Bis ins Jahr 1980 absolvierte Kılıç zwei weitere A-Länderspiele.

## Trainerkarriere
Kılıç übernahm im November 1992 den Istanbuler Drittligisten Beykozspor und trainierte diesen bis zum Saisonende. Zum November 1994 begann er mit Küçükçekmecespor einen anderen Istanbuler Drittligisten zu trainieren. Im Januar 1999 begann er ein weiteres Mal Beykozspor zu trainieren und betreute diesen drei Monate lang.

## Trivia
- Obwohl Kılıç als Rechtsaußen auf einer Position spielte, in der er vielen Zweikämpfen ausgesetzt war, war er als sehr fairer Spieler bekannt. Sie sah er in 208 Erstligaspielen lediglich zwei Gelbe und eine Rote Karte.[1]
- Galatasaray Istanbul organisiert seit der Eröffnung des neuen Stadions Türk Telekom Arena, unter der Schirmherrschaft des Hauptsponsors Türk Telekom, vor jedem Heimspiel eine Danksagung für seine ehemaligen legendären Spieler. So wurde am 31. März 2013 im Rahmen der Ligabegegnung gegen Istanbul Büyükşehir Belediyespor Kılıç eine Dankesplakette für seine langjährigen Dienste und Erfolge überreicht.[1]

## Erfolge

### Als Spieler
Mit MKE Kırıkkalespor
- Meister der TFF 2. Lig und Aufstieg in die TFF 1. Lig: 1979/80

Mit Galatasaray Istanbul
- Türkischer Meister: 1986/87
- Premierminister-Pokalsieger: 1978/79
- TSYD-Istanbul-Pokalsieger: 1977/78

Mit Mersin İdman Yurdu
- Meister der TFF 1. Lig und Aufstieg in die Süper Lig: 1981/82